# Рабочий (скульптура)
Па́мятник «Рабо́чий» установлен в 1925 году в Москве в сквере, который разбили в том же году у Абельмановской улицы. Автором проекта является Николай Андреев. В 1960-м памятник был взят под государственную охрану.
Бетонная скульптура изображает рабочего в полный рост. Он в фартуке и с кепкой на голове. Правой рукой мастер упирается в бок, в левой у него находится деталь, на которую он пристально смотрит. Позади его ног расположены другие крупные технические детали. Монумент установлен на прямоугольный пьедестал, на котором расположена памятная табличка с надписью: «Скульптура „Рабочий“. Работа скульптора Н. А. Андреева. 1925 г.».